# Roderick Maclean

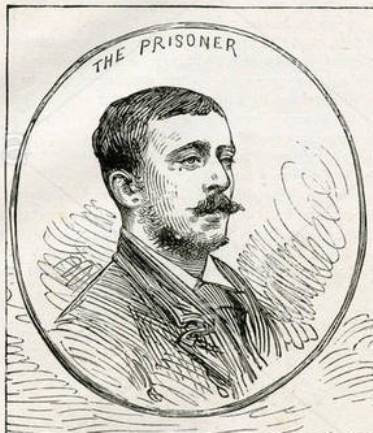
Roderick Maclean

Roderick Edward Maclean (c. 1854 - 8 de junho de 1921) foi um escocês que tentou assassinar a Rainha Vitória em 2 de março de 1882, em Windsor, Inglaterra, com uma pistola. Esta foi a última das oito tentativas de pessoas para matar ou atacar Victoria durante um período de quatro décadas. O motivo de Maclean foi supostamente uma resposta curta a alguma poesia que ele havia enviado à rainha.
Julgado por alta traição em 20 de abril, Maclean foi considerado "inocente, mas insano" por um júri após cinco minutos de deliberação, supervisionados pelo Lord Chief Justice Coleridge John Coleridge, 1º Barão Coleridge. Ele viveu seus dias restantes em um hospital psiquiátrico. O veredicto levou a Rainha a pedir uma mudança na lei inglesa para que os envolvidos em casos com resultados semelhantes fossem considerados "culpados, mas insanos"; isso levou à Lei do Julgamento de Lunáticos de 1883.